# 庞珀洛讷
庞珀洛讷（法語：Pampelonne，法語發音：[pɑ̃plɔn]）是法国奥克西塔尼大区塔恩省的一个市镇，位于该省东北部，属于阿尔比区。

## 地理
庞珀洛讷（44°7'27"N, 2°14'47"E）面积36.4 平方千米，位于法国奧克西塔尼大區塔恩省，该省份为法国南部内陆省份，北起顺时针与阿韦龙省、埃罗省、奥德省、上加龙省和塔恩-加龙省接壤。
与庞珀洛讷接壤的市镇（或旧市镇、城区）包括：克雷斯潘、托里亚克德诺塞勒、米朗多勒-布尔纽纳克、穆拉雷斯、圣热姆、圣让德马尔塞勒、塔尼。
庞珀洛讷的时区为UTC+01:00、UTC+02:00（夏令时）。

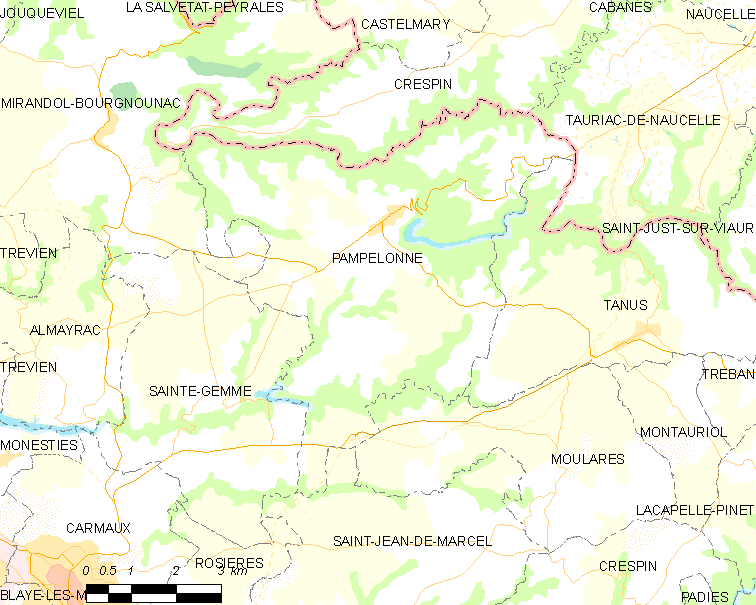
庞珀洛讷的OSM定位图

## 行政
庞珀洛讷的邮政编码为81190，INSEE市镇编码为81201。

## 政治
庞珀洛讷所属的省级选区为卡尔莫第一县。

## 交通
塔恩省省道D53线和D78线经过境内。

## 人口

1962-2008年间庞珀洛讷人口变化图示

庞珀洛讷于2022年1月1日时的人口数量为959人。